# Eumetopina krugeri
Eumetopina krugeri är en insektsart som beskrevs av Gustav Breddin 1896. Eumetopina krugeri ingår i släktet Eumetopina och familjen sporrstritar. Inga underarter finns listade i Catalogue of Life.